# Brosimum alicastrum
El ramón (Brosimum alicastrum), ojoche, nogal maya, o guáimaro (en la costa Caribe de Colombia)  es un árbol de la familia de las Moraceae, división de las angiospermas, que incluye las del género Ficus y las moreras. Se encuentra desde México hasta Perú y Brasil, pasando por Guatemala, El Salvador, Honduras, Nicaragua, Costa Rica, Panamá, Guyana, Venezuela, Brasil, Bolivia, Colombia, Ecuador. También se encuentra en las islas del Caribe: Cuba, Jamaica y Trinidad y Tobago.

## Descripción
Este árbol puede alcanzar los 45 m de altura y 1,5 m de diámetro. Posee una corteza acanalada, cilíndrica; con raíces externas de contrafuerte, dándole más soporte necesario si su sistema radicular es superficial; con savia lechosa dulce y pegajosa.  La corteza externa es suave, grisácea clara, la madera rojiza, con sección central amarillenta. 
Flores unisexuales, solitarias y axilares. Las flores masculinas, de color amarillo, están reunidas en amentos globosos, compuestos de escamas peltadas y carecen de corola. Las flores femeninas están reunidas en cabezuelas oblongas, ovales, con escamas más pequeñas. Esta especie es monoica consecutiva protogina: cuando el Brosimum alicastrum madura sexualmente (esto es, cuando produce flores, lo que ocurre a los cinco años de nacer desde su semilla, o antes si se reproduce por estaquilla) produce flores femeninas, mientras que a partir de un cierto punto de su ciclo de vida su sexualidad cambia produciendo flores masculinas. 
El fruto es una drupa de 2 a 3 cm de diámetro, globosa con pericarpio carnoso comestible de color verde amarillento cuando está madurando y tirando a anaranjado o rojo cuando está en sazón, de sabor y olor dulce. La drupa contiene generalmente una semilla (más raramente, hasta tres semillas por fruto, que son las llamadas nueces mayas). La semilla es casi esférica, de 1 a 2 cm de diámetro, con testa (piel) delgada de color castaño, y cotiledones verdes, gruesos y feculentos. Tostadas o cocidas tienen un sabor parecido a las castañas. Molidas sirven para hacer una harina negra con la que se hace pan o tortillas galletas, sopas, tortitas, café y harina para panqueques y atol. Pueden prepararse pasteles de diversos sabores, flanes, helados, pizzas, manjares y platos típicos. Todas ricas en triptófano, un aminoácido esencial deficitario en dietas basadas en el maíz.

## Ecología
Crece en Selvas Mediana Subcaducifolia, Mediana Subperennifolia y en Altas Subperennifolias y Altas Perennifolias, entre 20 y 1600 m s. n. m.; en México desde Nayarit hacia el sur y desde Tamaulipas hasta el sureste; florece entre 21 y 35 °C. Comúnmente es utilizado como alimento.  Las hojas hacen producir látex; el látex es medicinal; y el fruto con mucha proteína comestible. Algunas veces, bianualmente, pierde su follaje, sobre todo en hábitats más áridos. En Guatemala este árbol crece en toda la Costa Sur y la región Noroeste de El Petén, donde es un árbol muy abundante en reservas protegidas como Tikal, Isla de Topoxte, Yaxha y otras.
En el bosque produce un buen forraje para las mulas. Todos los animales de estas selvas se alimentan de sus hojas y de sus frutos. En el Pacífico fructifica de enero a marzo en México; y en el Golfo de México fructifica todo el año.  
Como el iroko, el ramón pertenece al grupo de 200 especies arbóreas oxalógenas, conocidas por su capacidad de almacenamiento de CO2 atmosférico en forma de oxalato que es transformado en carbonato cálcico.  El iroko es objeto de estudio del programa Biomimicry Europa que planta vegetación oxalógena en Haití, India y Colombia.

## Taxonomía
Brosimum alicastrum fue descrita por Peter Olof Swartz y publicado en Nova Genera et Species Plantarum seu Prodromus 12. 1788.
Sinonimia
- Alicastrum brownei Kuntze
- Brosimum conzattii Standl.
- Brosimum gentlei Lundell
- Brosimum terrabanum Pittier
- Ficus faginea Kunth & C.D.Bouché
- Helicostylis ojoche K. Schum. ex Pittier
- Piratinera alicastrum (Sw.) Baill.
- Piratinera terrabana (Pittier) Lundell
- Urostigma fagineum (Kunth & C.D. Bouché) Miq.

subsp. bolivarense (Pittier) C.C.Berg
- Brosimum bernadetteae Woodson
- Brosimum bolivarense (Pittier) Romero
- Brosimum columbianum S.F.Blake
- Brosimum latifolium Standl.
- Brosimum uleanum Mildbr.
- Helicostylis bolivarensis Pittier
- Helicostylis latifolia Pittier[2]

## Madera
Tiene duramen de color amarillo blanco o gris; y el color de la albura es similar al del duramen. 
Peso específico: 0,6–0,7 g/cm³
- Vasos. Madera de porosidad difusa

## Propiedades
Su principal aplicación medicinal es en el tratamiento de afecciones de las vías respiratorias, siendo el asma el padecimiento para el cual se usa con mayor frecuencia. 
Es frecuente su uso en el tratamiento de problemas ginecológicos, como la infertilidad, en la lactancia y para regular la menstruación. En estos casos se prepara una infusión hecha con la corteza y se administra por vía oral.
Las mujeres que no pueden amamantar a sus hijos o producen poca leche, toman una infusión de 2 hojas máximo como té o mezclado con atole. No más dosis, porque provoca exceso de producción.

## Nombres comunes

### En México
Brosimum alicastrum es conocido por más de 50 nombres, muchos de ellos de las lenguas indígenas en México (maya, totonaco, mixteco, popoluca, etc.). Un nombre muy utilizado en español "ramón" viene del verbo "ramonear", que significa "cortar las puntas de las ramas" (Pardo-Tejeda y Sánchez-Muñoz, 1980). Los indígenas del estado de Chiapas, utilizan su semilla como sustituto del maíz, cuando la cosecha no fue buena; con esta semilla se preparan tortillas y las hojas también sirven para alimento de sus animales.
En distintas regiones
- Campeche: Ramón
- Colima: Moj, Mojito, Mojo, Mojote, Tlatlacôyic (Náhuatl).
- Chiapas: Aja, Ajah, Ajach, Ash, Ahx, Mo, Mojo, Moju, Motzoque, Muju, Tsotash, Tzotz, Mohe, Talcoite.
- Durango: A-agl (tepehuano).
- Jalisco: Capomo, Hairi, Mojote, Mojo, Hairi-te (huichol).
- Oaxaca: Juan Diego,  Nazareno y Samaritano  (Costa de Oaxaca), Ojite, Gueltzé (zapoteca),  Tunumi.Taján (mixteco), Ojoche, Ojotzin, Oxotzin, Ramón,  Lan-Felá (chontal), Ojocosochitl, Capomo,
- Michoacán: Capomo, Uji, Ujo, Huje.
- Nayarit: Capomo, Jauri (cora).
- Puebla: Ojite (norte del estado)
- Quintana Roo: Ramón, Ramón del Mico, Ramón Colorado.
- San Luis Potosí: Ojite.
- Sinaloa: Apomo, Capomo.
- Tabasco: Ox.
- Tamaulipas: Ojite, Oxotzin.
- Veracruz: Ojoche, Ojite, Capomo, Ju-Sapu y Ju-ksapu (región Totonaca del Tajín), ox,  Oxitl, Oxotzín, Ojochi, Moj-Cují (en popoluca).
- Yucatán: Choch, Osh, Ox, Ramón.

### En otros países
- Honduras: Masico o Masica
- Colombia: Guáimaro
- El Salvador: Ojushte
- Guatemala: oxté (quiché), iximché
- Venezuela: Chara (oriente), charo amarillo (llanos)
- Nicaragua: Ojoche.
- Costa Rica: Ojoche.
- Perú: Manchinga, congona.